# Locul fosilifer Dealul Repedea
Locul fosilifer Dealul Repedea este o arie protejată de interes național ce corespunde categoriei a IV-a IUCN (rezervație naturală tip paleontologic) situată în județului Iași, pe teritoriul administrativ al comunei Bârnova. Ea se află la sud de municipiul Iași, lângă releul de televiziune de pe Dealul Repedea, și se întinde pe o suprafață de 5,80 hectare.
Ca poziție geografică, rezervația se află la limita dintre Podișul Central Moldovenesc și Câmpia Moldovei și la întrepătrunderea silvostepei cu pădurea. În acest loc se află un masiv calcaros format din cochilii de scoici fosilizate și cimentate, după retragerea Mării Sarmatice.
Aici se ajunge de pe DN 24, urmând un drum aflat pe partea dreaptă a șoselei ce duce de la Iași la Vaslui. De pe marginea abruptă a Dealului Repedea (353 metri) se deschide o largă priveliște asupra Bahluiului și a orașului Iași. Ca loc de contemplare a peisajelor geografice, Dealul Repedea stă alături de Muntele Cozla (Piatra Neamț), Dealul Cătălina (Cotnari) și Muntele Tâmpa (Brașov). În zilele luminoase de aici pot fi văzute Dealul Mare - Hârlău și chiar Ceahlăul.

## Statut
Cercetările geologice efectuate aici, printre primii, de geologul Grigore Cobălcescu, au demonstrat că în urmă cu 5-7 milioane de ani (în perioada geologică Miocenă), amplasamentul unde se află azi Dealul Repedea era acoperit de apele Mării Sarmatice, care se întindeau pe un larg areal vest-est între Viena de astăzi și Munții Tian-Shan din Asia Centrală. Ca urmare a faptului că era complet izolată de oceanul planetar și în ea se vărsau fluvii care aduceau cantități însemnate de apă dulce (Dunărea, Nistru, Don, Volga etc.), Marea Sarmatică, inițial parte din Oceanul Tetisian, a devenit salmastră.
Astfel, majoritatea animalelor marine adaptate la viața în apele sărate au dispărut (fenomen cunoscut sub denumirea de tanatocenoză), ele fiind înlocuite cu o faună adaptată la viața în apele salmastre. Cochiliile moluștelor de apă sărată care au murit s-au depus pe fundul mării, cimentându-se și formând Dealul Repedea de astăzi. Cu timpul, Marea Sarmatică s-a fragmentat, sub influența mișcărilor tectonice, într-o serie de bazine de mai mică întindere (Marea Neagră, Marea Caspică, Lacul Balaton, Lacul Aral și altele), care au evoluat separat. Pe teritoriul de astăzi al României, apa s-a evaporat, iar gresia și calcarul existent au suferit eroziuni din cauza mai multor fenomene naturale. 

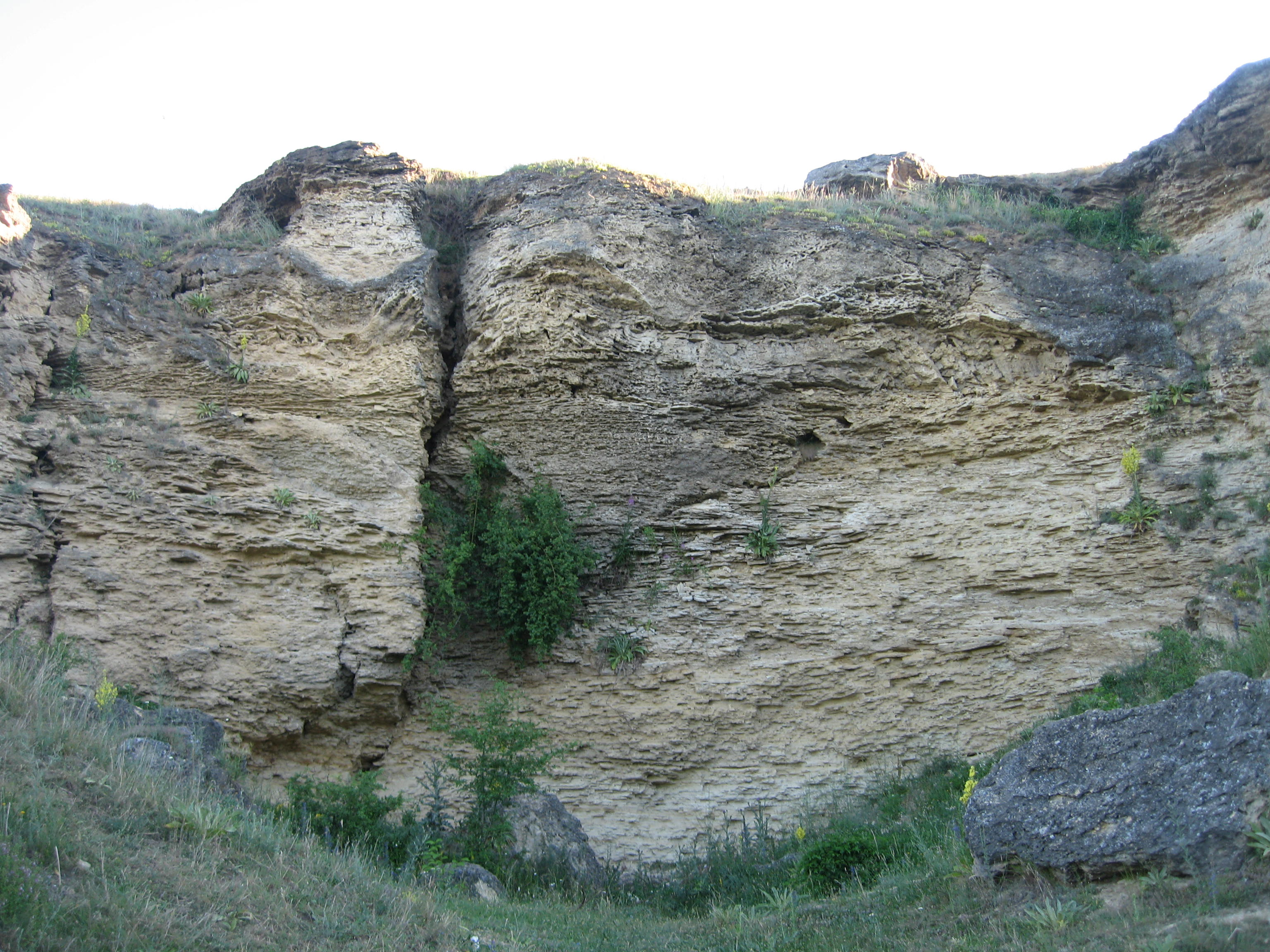
Rezervația Repedea

Mai rezistent în timp s-a dovedit calcarul, însă gresia, un fel de nisip compact, n-a suportat presiunea exercitată de apele ploilor și freatice și s-a dizolvat, dând naștere acestor grote .
Primele descoperiri științifice efectuate pe Dealul Repedea datează din anul 1862. În acel an, profesorul ieșean Grigore Cobălcescu (1831-1892) - primul profesor de geologie și mineralogie de la Universitatea din Iași - a descoperit într-o scobitură ivită în Dealul Repedea un bogat zăcământ fosilifer, captiv în calcar oolitic. Rocile și gresiile calcaroase, puternic fosilizate demonstrau existența aici a unei Mări Sarmatice . Profesorul Cobălcescu a publicat în Revista Română pentru știință, litere și arte din București un articol intitulat "Calcarul dela Răpidea", considerat de specialiști a fi prima lucrare românească de geologie.
În acest articol, el identifică două straturi geologice ale calcarului de la Repedea și anume: 
- stratul de la bază - conține calcar cu părți dure, cu cochilii de "Cyrena", "Limnea" și "Planorbis" [4], încadrate de Cobălcescu în perioada geologică a Miocenului mijlociu (cu 11.61 - 15.97 milioane de ani înainte)
- stratul superior (denumit "calcarul grosier de Răpidea") - conține cochilii de "Cerithium", "Cardium", "Solen", "Turbo" și "Venus", pe care le încadrează la baza Pliocenului (cu 2,5 - 5,3 milioane de ani înainte), fiindcă găsise acolo Rhinoceros megarhinus [5].

Numărul de specii de moluște fosile (scoici și melci) descoperite în sedimentele de origine marină de aici a depășit cifra de 40, printre care și specii noi (de exemplu Cardium Cobălcescu) .
În decursul timpului, au fost efectuate aici numeroase studii paleontologice, lito și biostratigrafice, sedimentologice și geochimice. Cercetările efectuate au condus la cunoașterea mai aprofundată a acestei rezervații adăugând la valoarea intrinsecă geologică și paleontologică a acesteia și o deosebită importanță științifică generată de flora și fauna zonei, conferindu-i dreptul de a fi denumită rezervație complexă.

## Protejarea rezervației
Rezervația Repedea a fost declarată monument al naturii prin HCM 1625/1 august 1955 al Consiliului de Miniștri al Republicii Populare Romîne, această hotărâre fiind justificată ca urmare a bogăției faunistice fosile și a surprinderii unor succesiuni de straturi geologice în retragerea apelor marine de pe actualul teritoriu al Moldovei în complexul fosilifer de la Dealul Repedea. Suprafața protejată era de 1,90 hectare,
Ca urmare a afluxului de turiști care riscau să degradeze rezervația, prin Decizia nr. 557/1973 a Consiliului Popular Județean Iași, s-a revizuit suprafața ocrotită, stabilindu-se o zonă științifică de 5,80 hectare cu o suprafață aferentă de protecție de 38,50 hectare cu rol de tampon între impactul uman și zona științifică.
Prin Hotărârea nr. 8/1994 a Consiliului Județean Iași cu privire la instituirea unor arii protejate, au fost identificate ca arii protejate:
- rezervația paleontologică Repedea, în care se protejează fauna fosilă pe care o conțin calcarele oalitice de Repedea, localizată la limita de N-E a satului Pietrăria, pe o suprafață de 4,98 ha (perimetru cu regim sever);
- la est de aceasta există o zonă de protecție (zonă tampon) - amplasată atât pe teritoriul comunei Bârnova - 4,12 ha, cât și pe teritoriul administrativ al municipiului Iași - 0,82 ha (zonă cu regim sever) și 37,55 ha (zonă-tampon);
- aria avifaunistică Repedea-Bârnova - cuprinzând masivul forestier cu același nume (deci și zona de pădure din partea de sud a comunei Bârnova) - aici aflându-se 117 de specii de păsari din totalul de 383 de specii semnalate în fauna României [8].

Autoritățile au împădurit zona-tampon pentru a stabiliza dealul și pentru a atenua eroziunea abrupților pereți de marne și gresii calcaroase.

## Degradarea rezervației

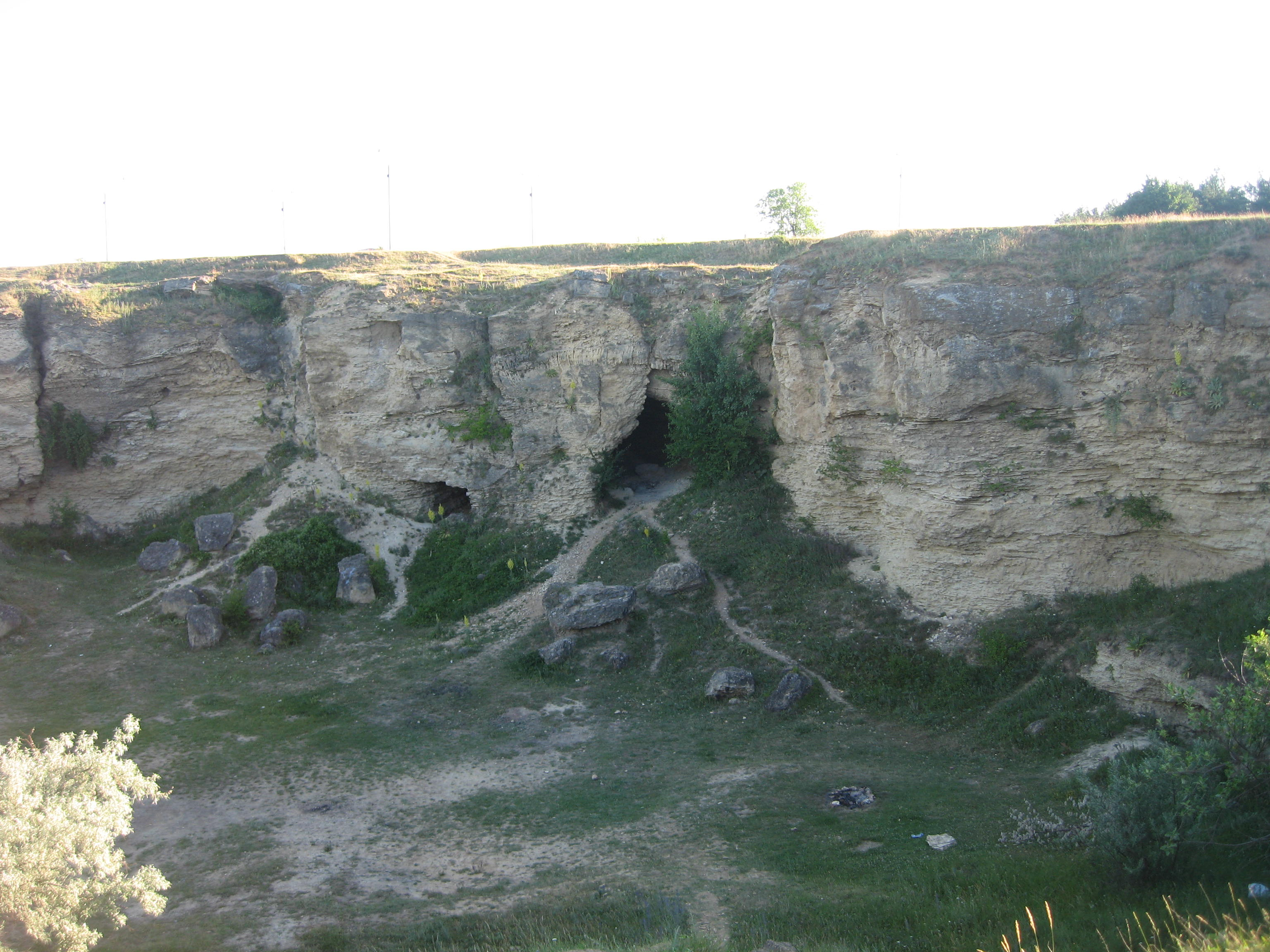
Rezervația Repedea

Pe vârful Dealului Repedea, în apropiere de releul de televiziune, la o altitudine de 353 metri, dealul prezintă o concavitate adâncă cu aspect de amfiteatru, având pereți abrupți, găuriți de caverne. De-a lungul timpului, oamenii s-au adăpostit în aceste grote în timpul războaielor sau al dezastrelor naturale.
În prezent, rezervația se confruntă cu diferite pericole printre care menționăm: defrișarea masivă a copacilor, apropierea din ce în ce mai mult a zonelor locuite și masive alunecări de teren . Din cele două panouri mari pe care scria că zona este rezervație naturală protejată prin lege, nu mai există nici unul.
Populația municipiului Iași consideră teritoriul rezervației ca pe un obiectiv turistic, ieșenii petrecându-și sfârșiturile de săptămână și alte zile libere aici, la picnic. Pe platou sau la mrginea pădurii se fac focuri și se încing grătare cu mici, existând zone cu pământ ars. În urma excursiilor efectuate aici rămân numeroase deșeuri (sticle, PET-uri, pahare de plastic, ziare etc.). Nefiind spațiu turistic, nu există grupuri sanitare, iar turiștii de ocazie folosesc grotele și pesterile pentru a-și satisface necesitățile .
Largi sectoare împădurite au fost defrișate de hoții de lemne. În plus, localnicii au început să fure rocă din pereții rezervației, folosindu-le pentru placarea la exterior a fundațiilor caselor, cu toate că roca este sfărâmicioasă și nu este indicată a fi utilizată în construcții. În prezent, din cele cinci poligoane de cățărare, doar trei mai sunt funcționabile .

## Imagini

Monumentul de la intrarea în Iaşi dinspre Vaslui, lângă Păun. Pe vremuri, pe stâlp se găsea stema oraşului din perioada comunistă.
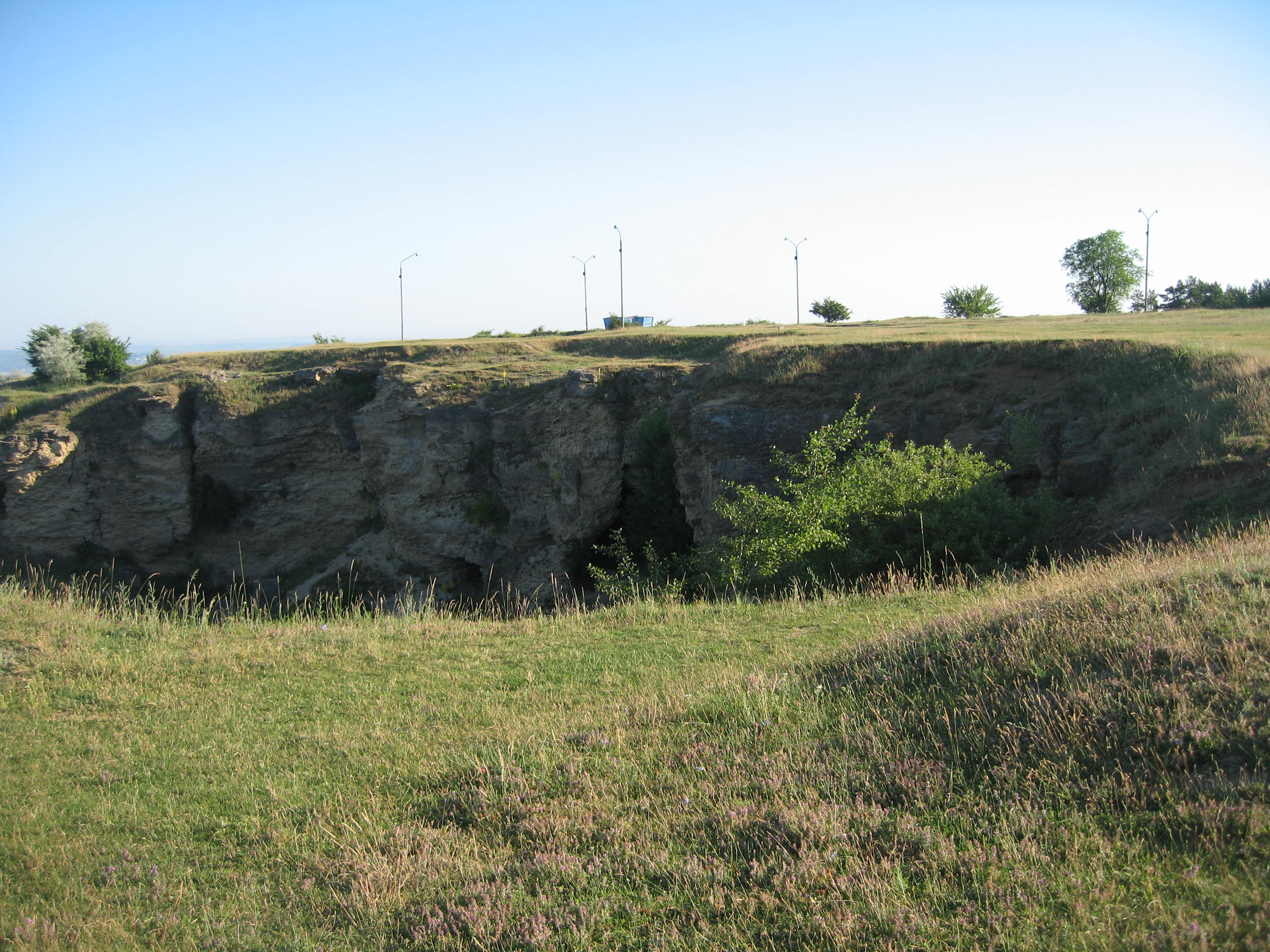
Rezervația Repedea
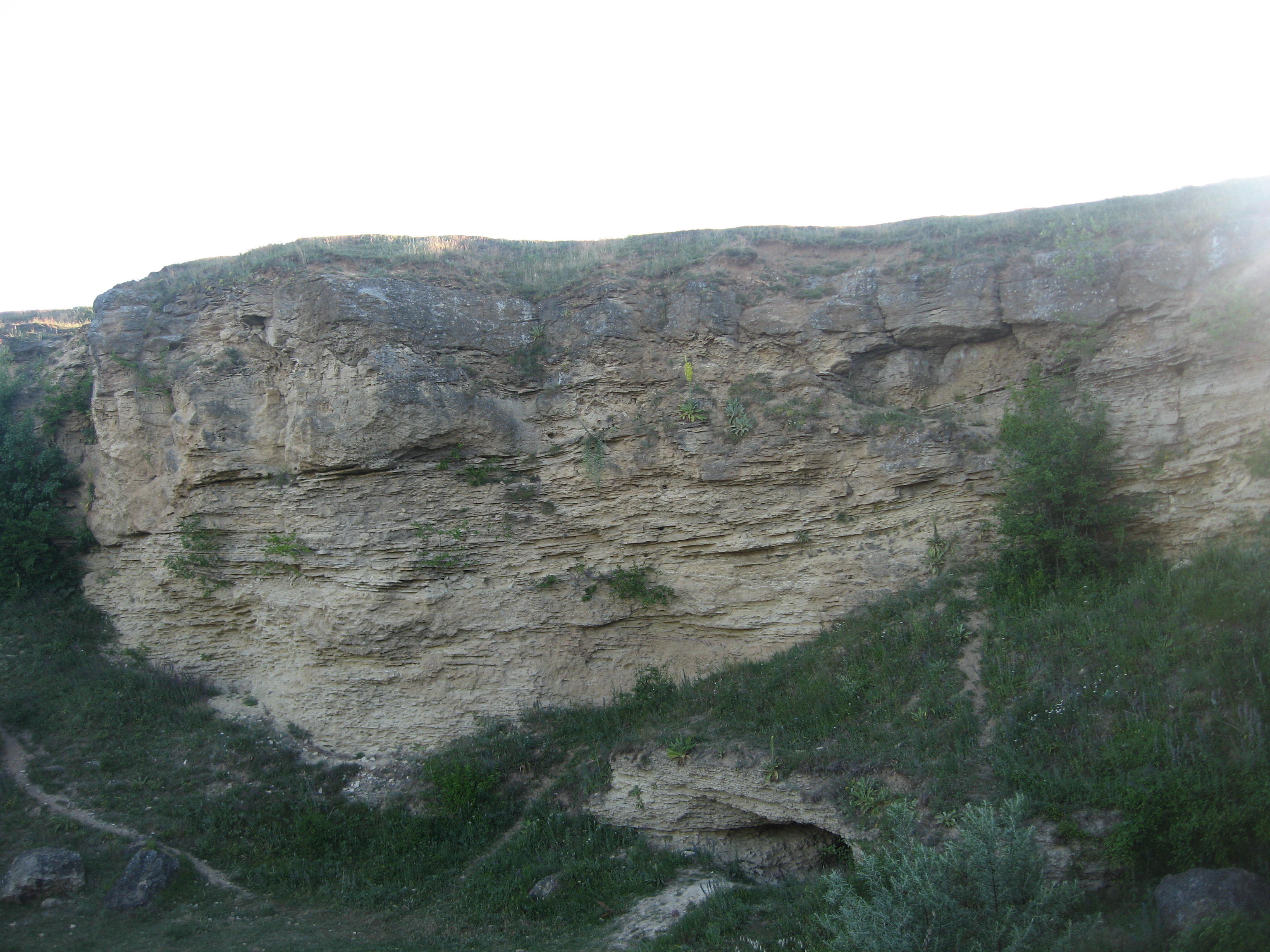
Rezervația Repedea
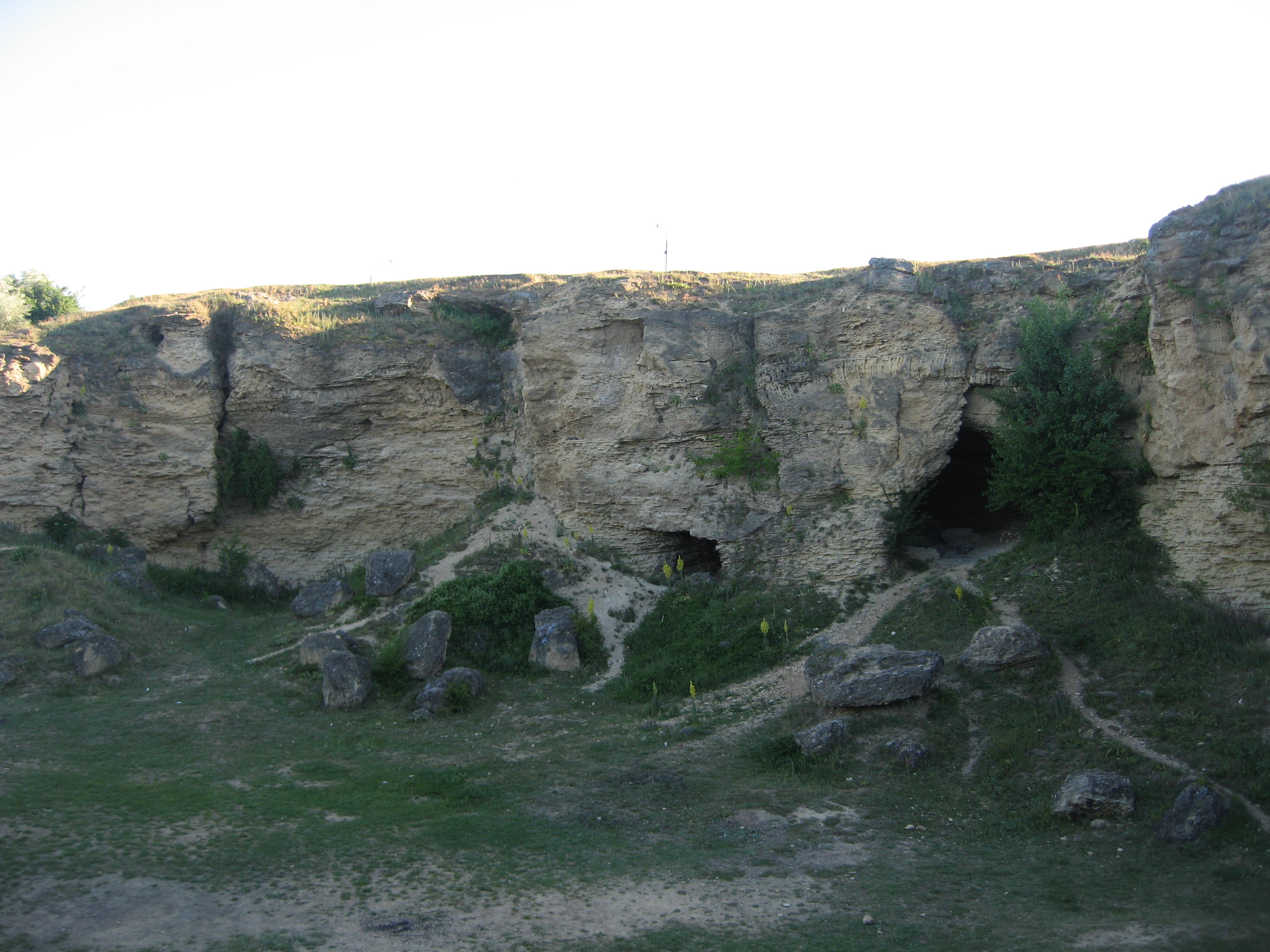
Rezervația Repedea
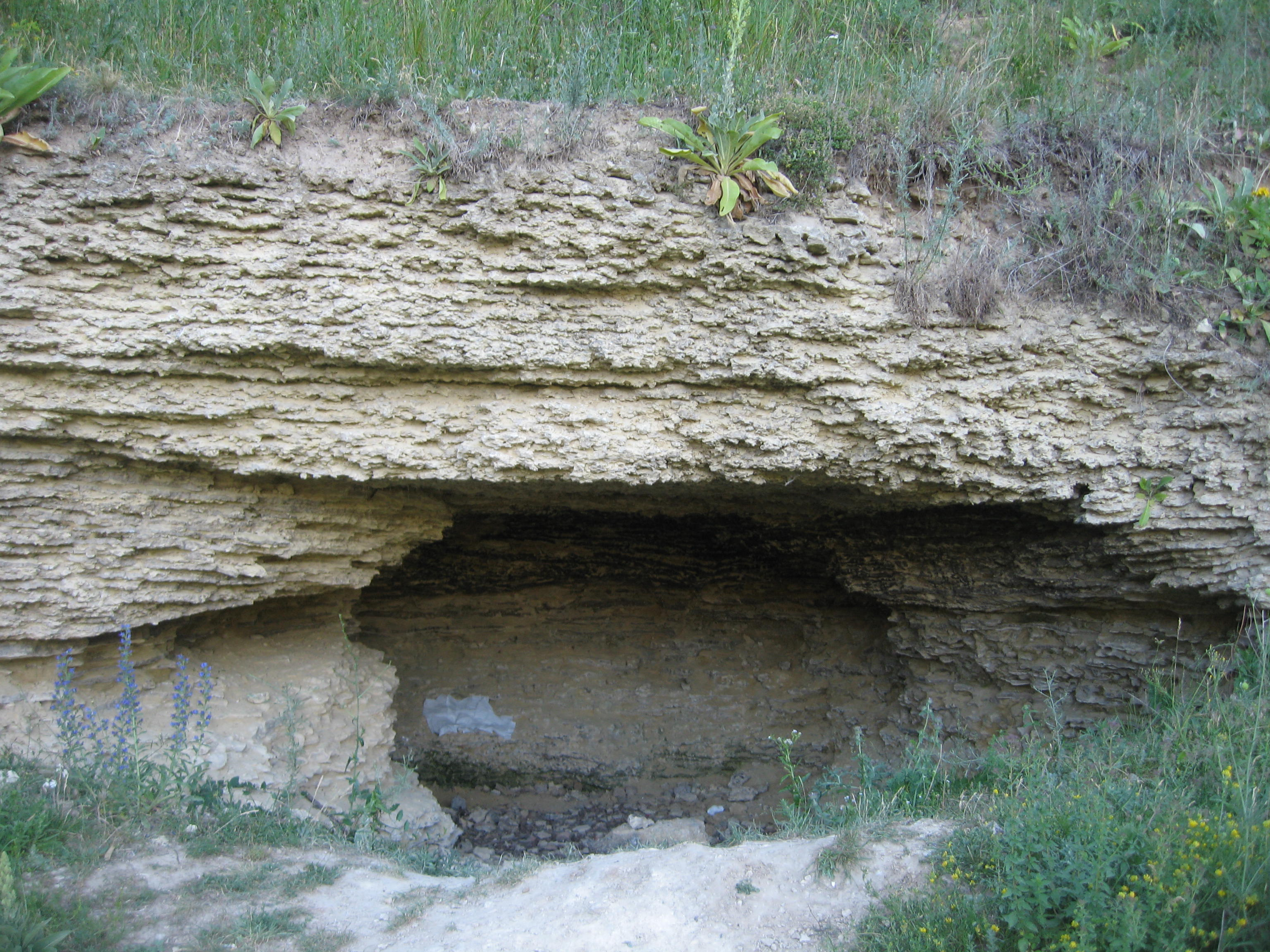
Rezervația Repedea
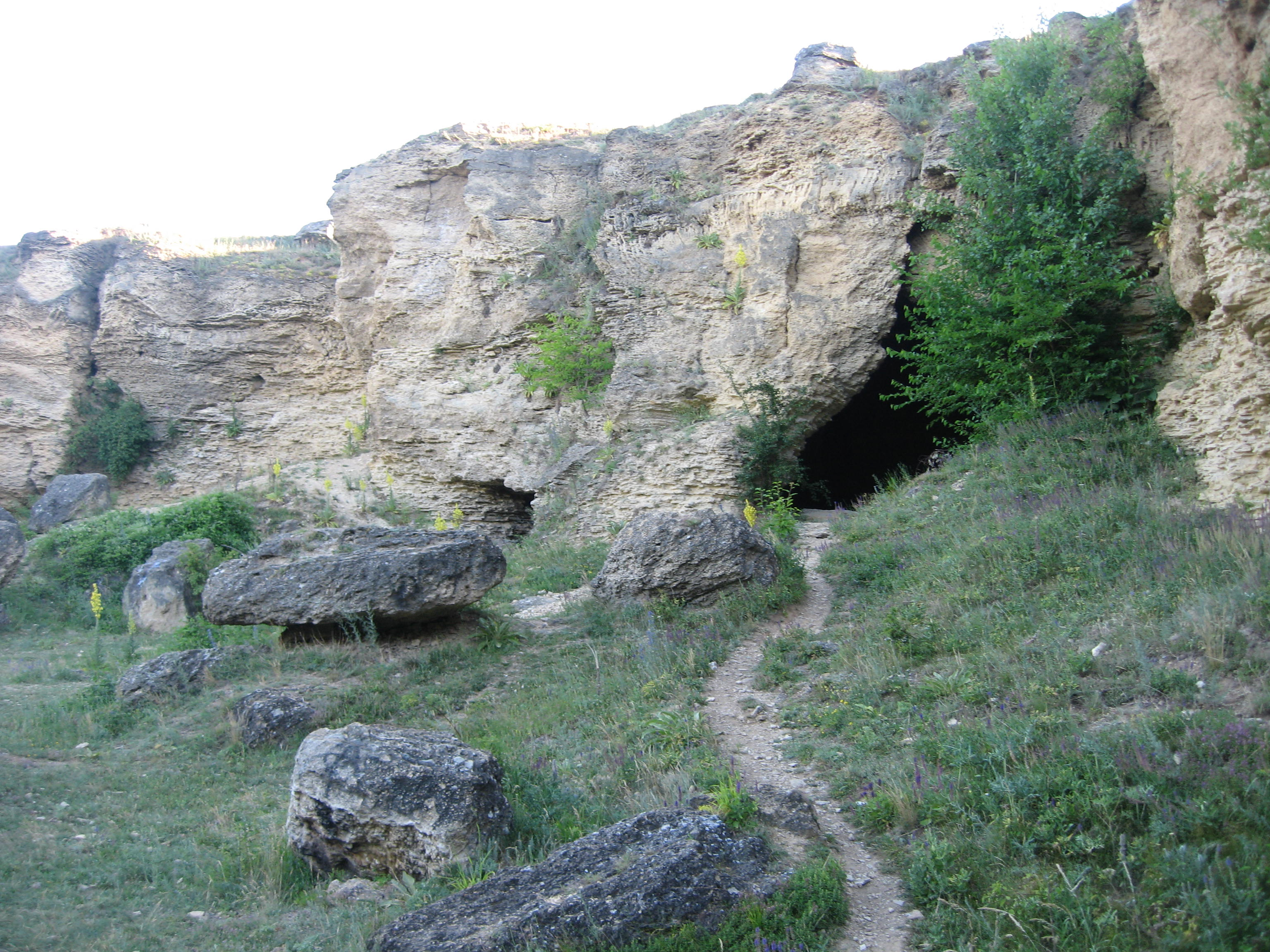
Rezervația Repedea
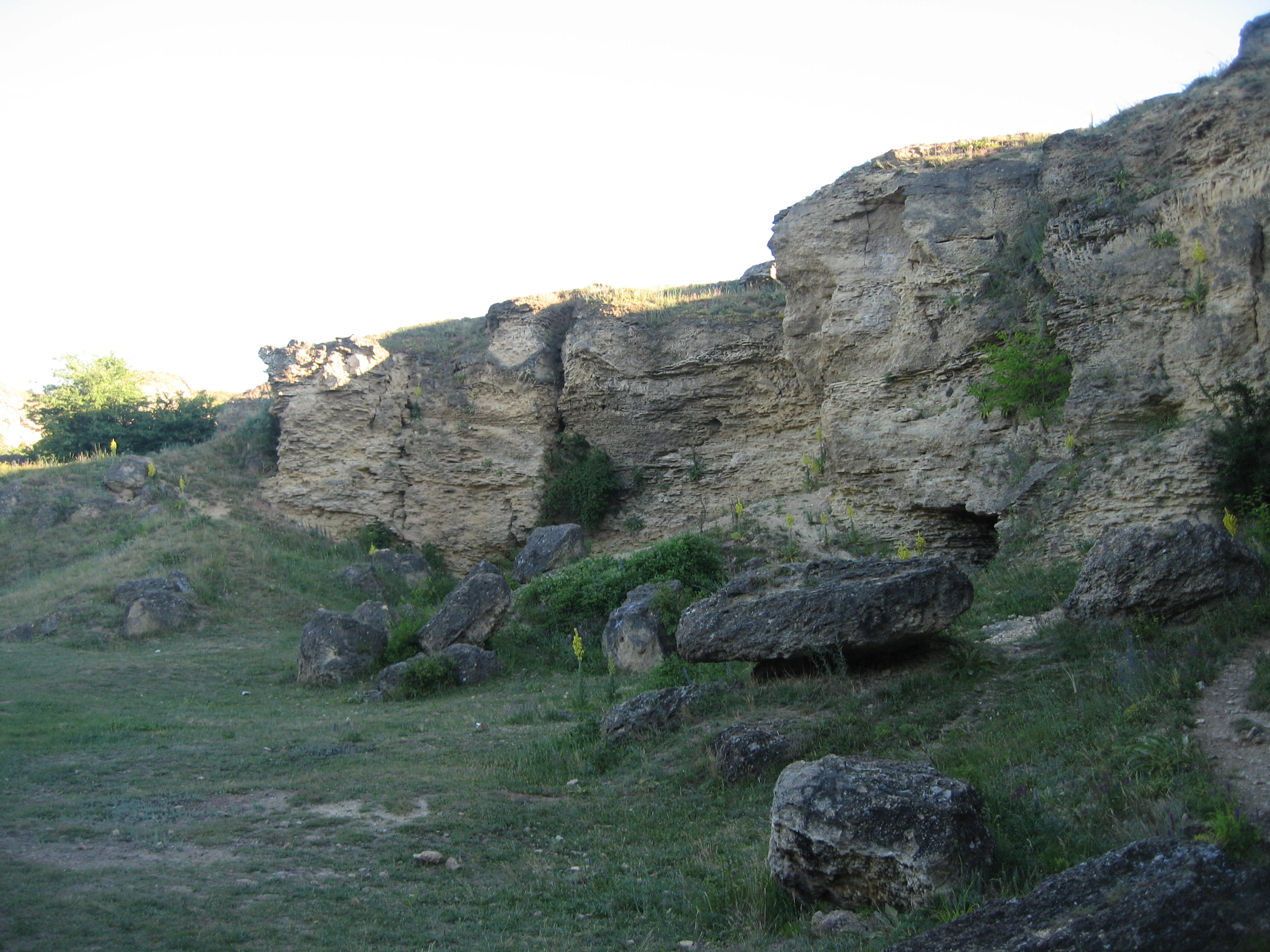
Rezervația Repedea
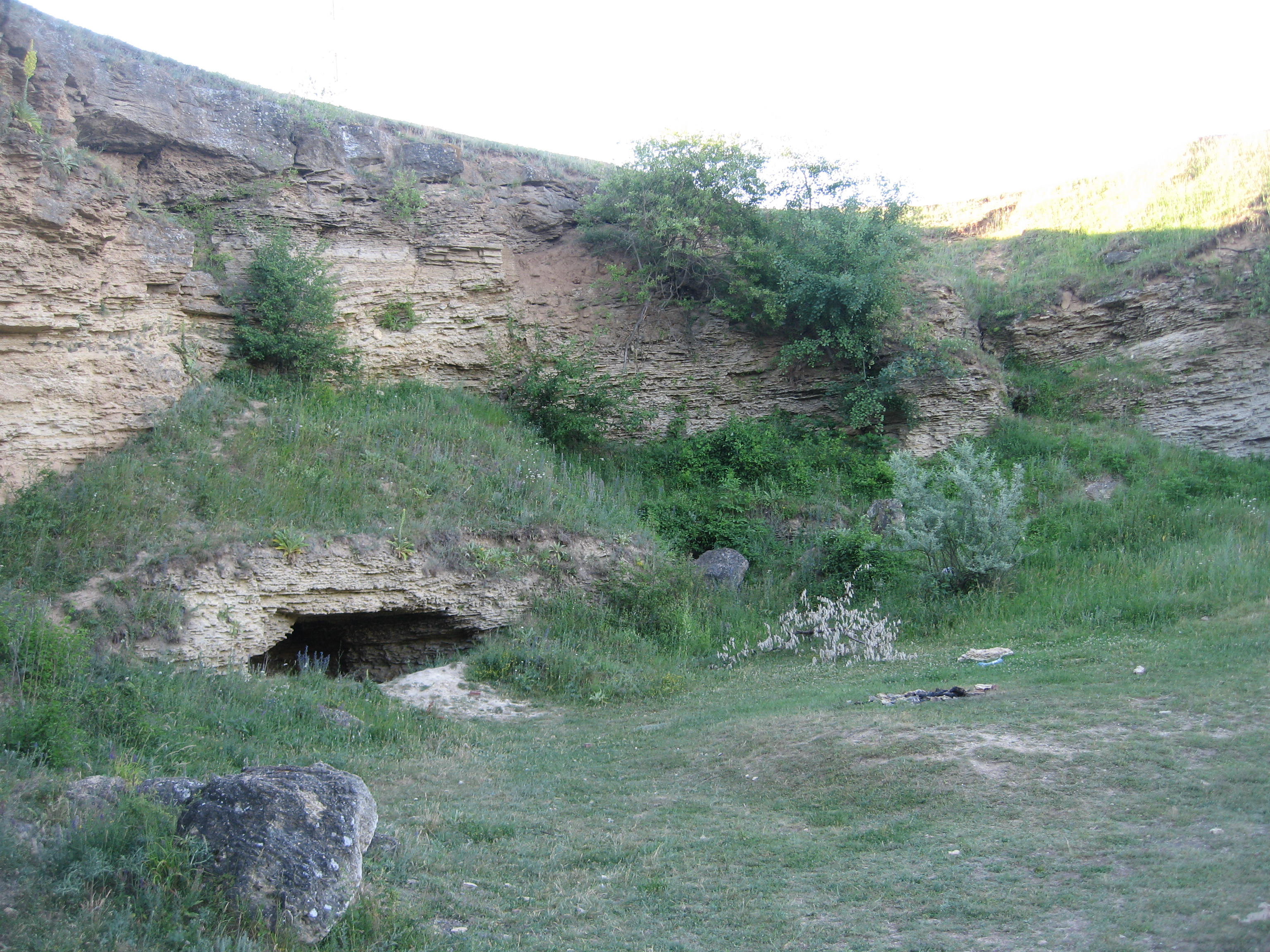
Rezervația Repedea
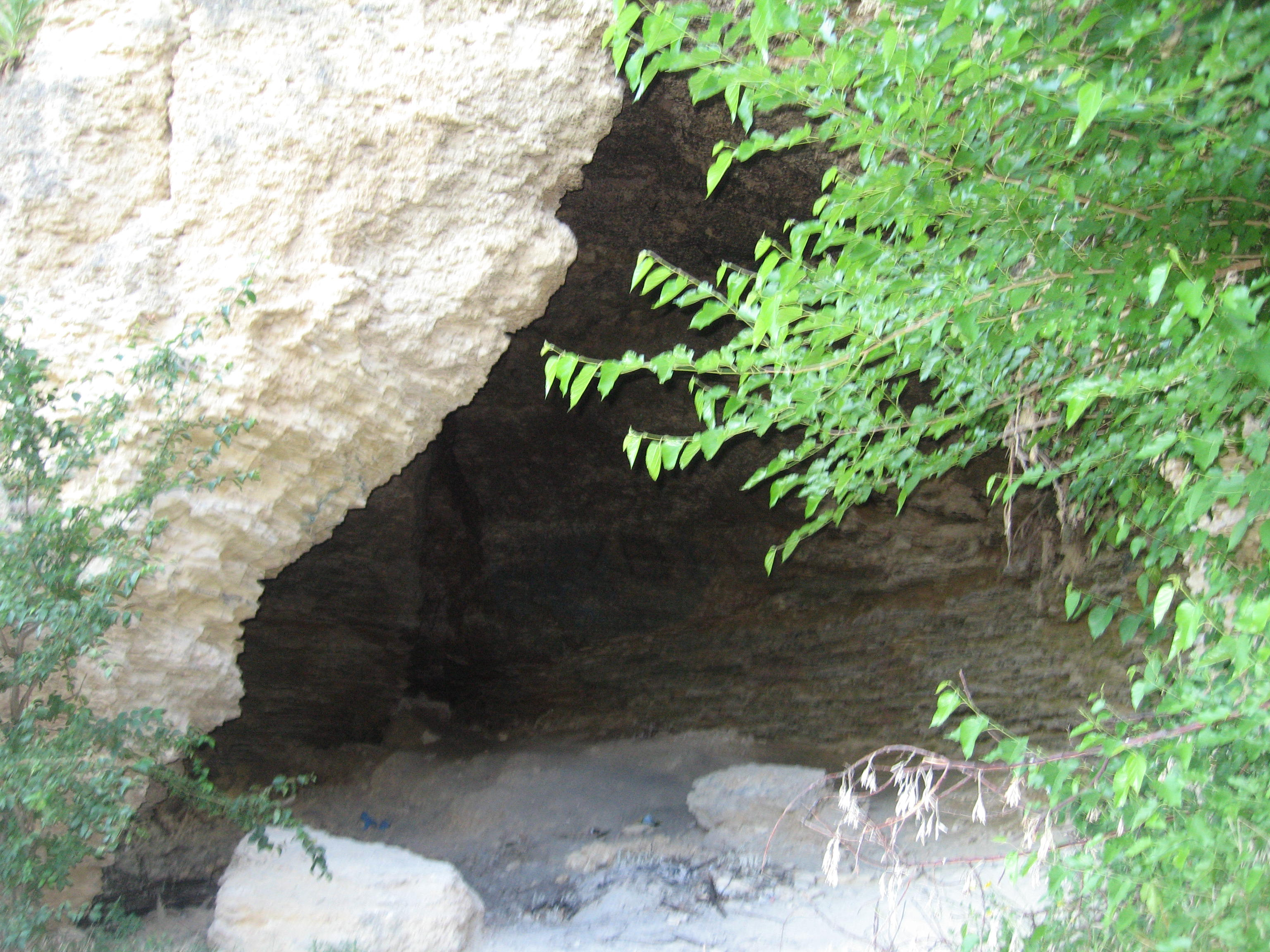
Grotă
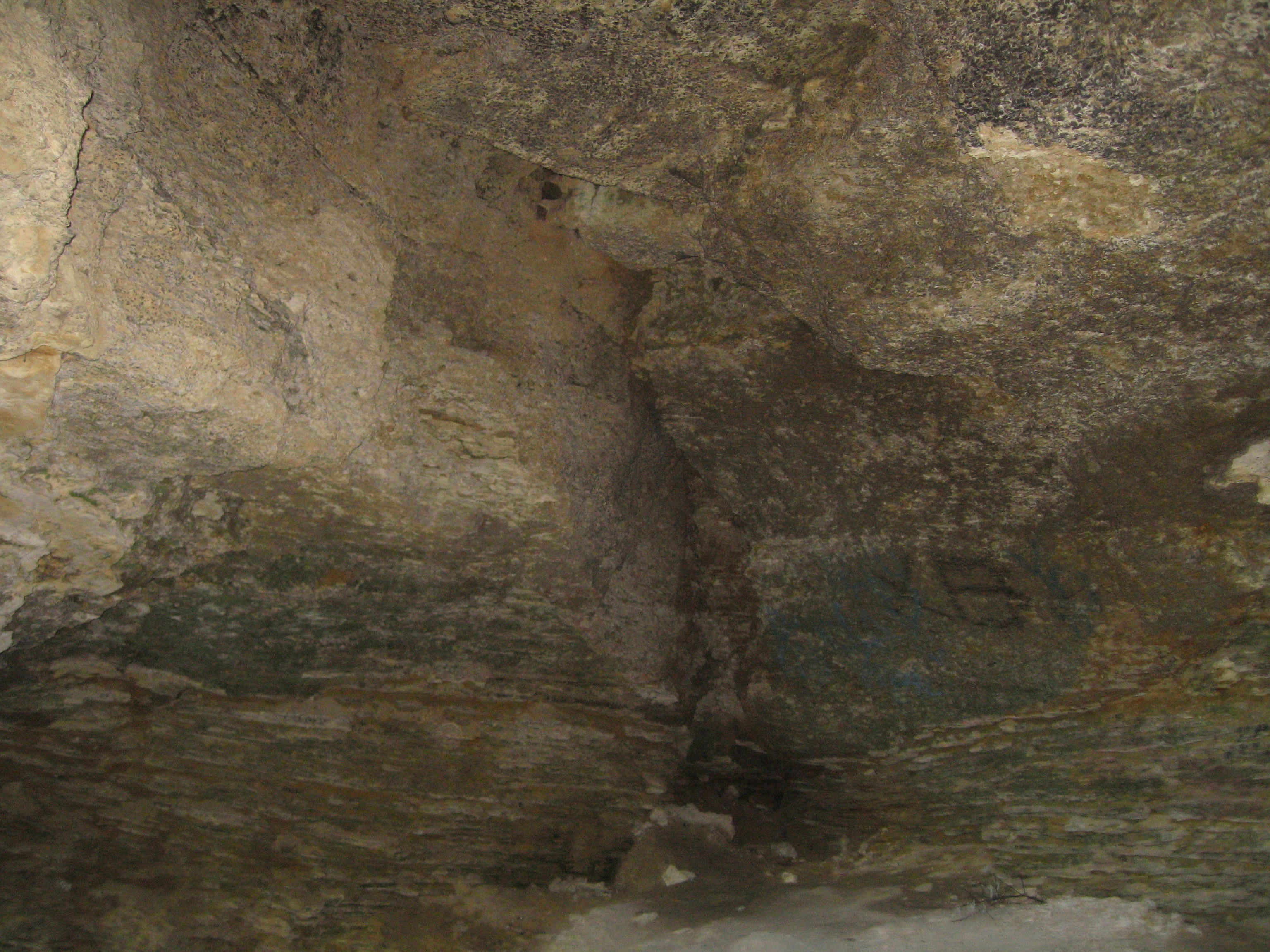
Interiorul unei grote
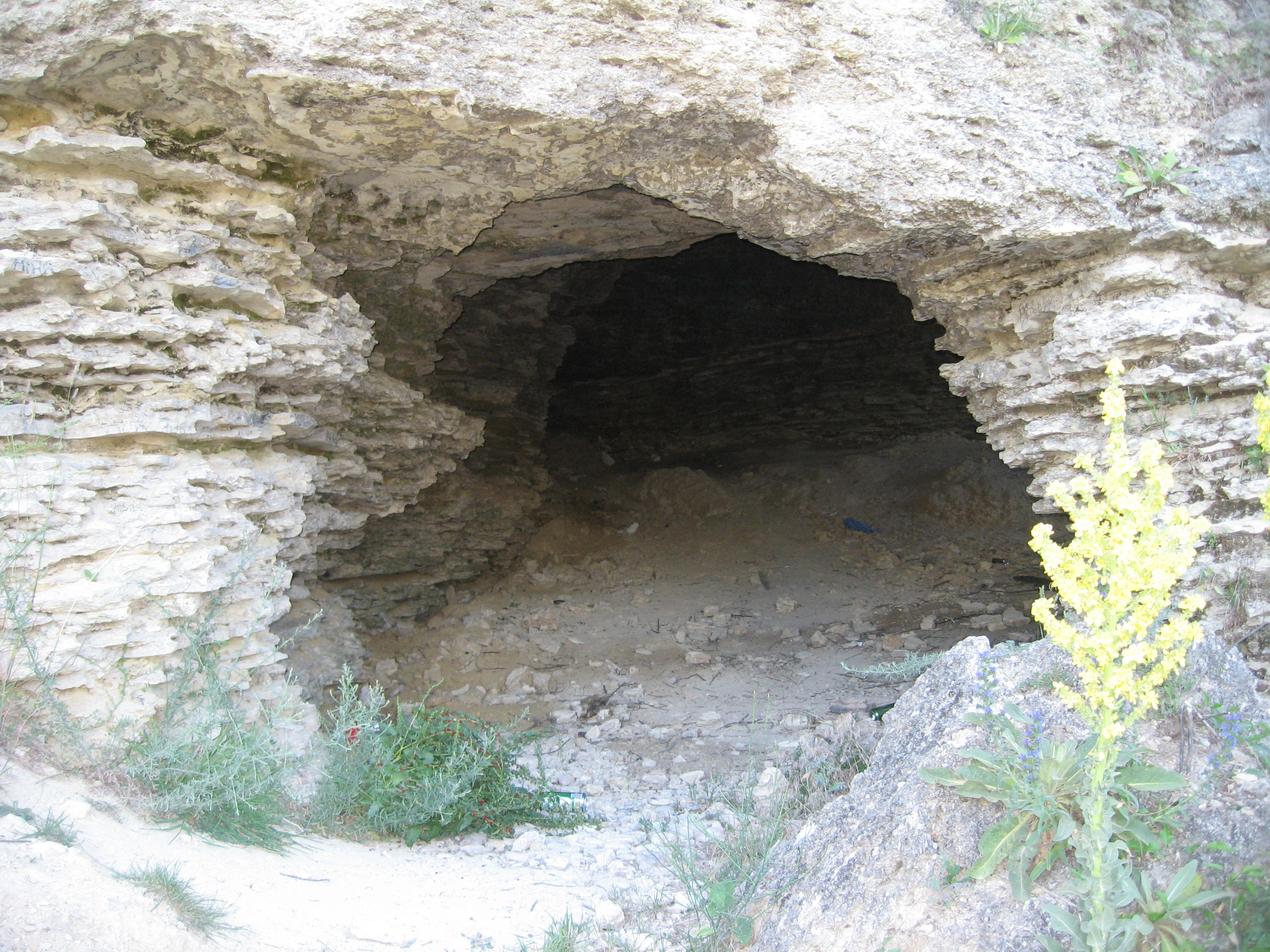
Grotă
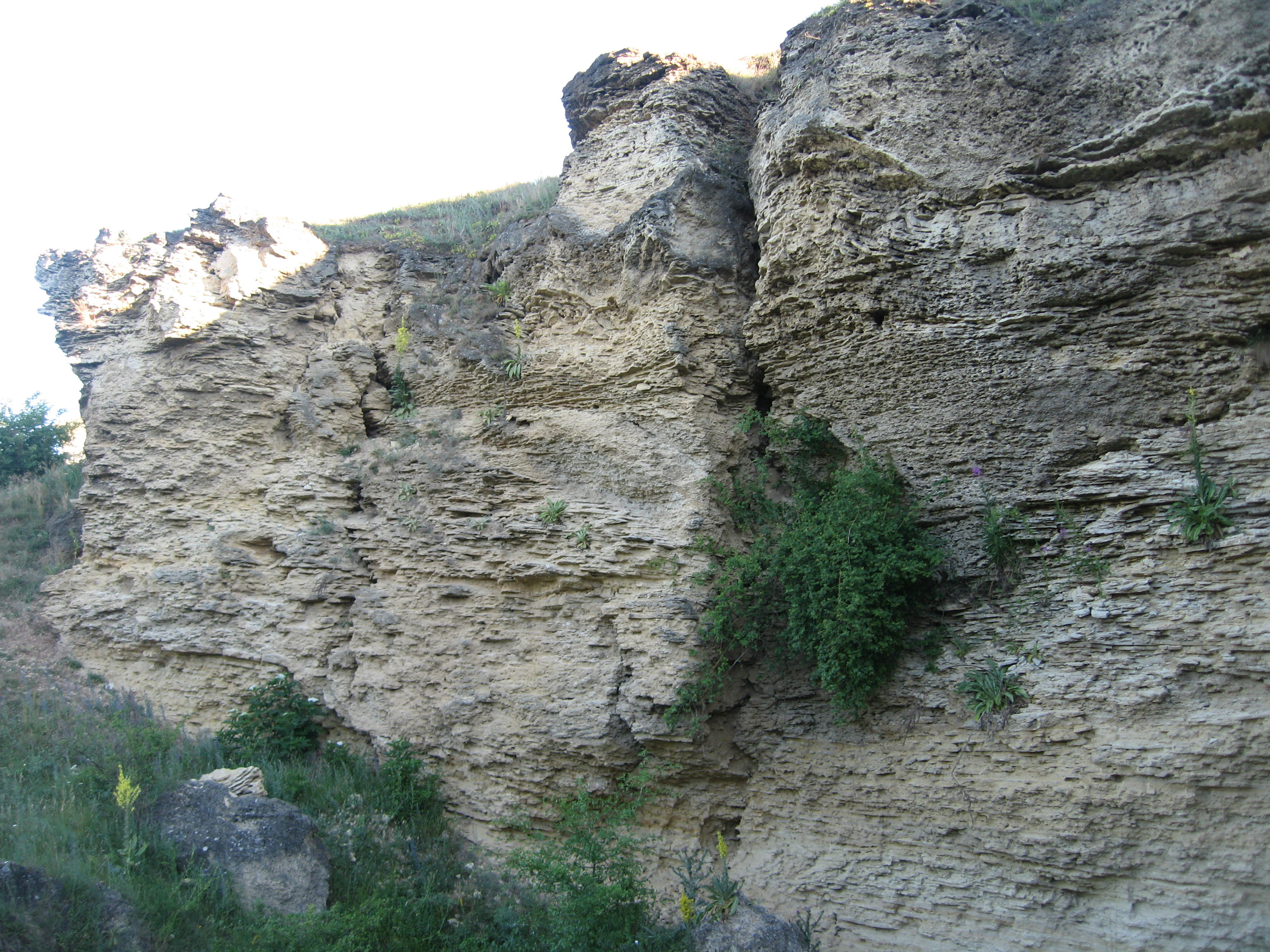
Rezervația Repedea
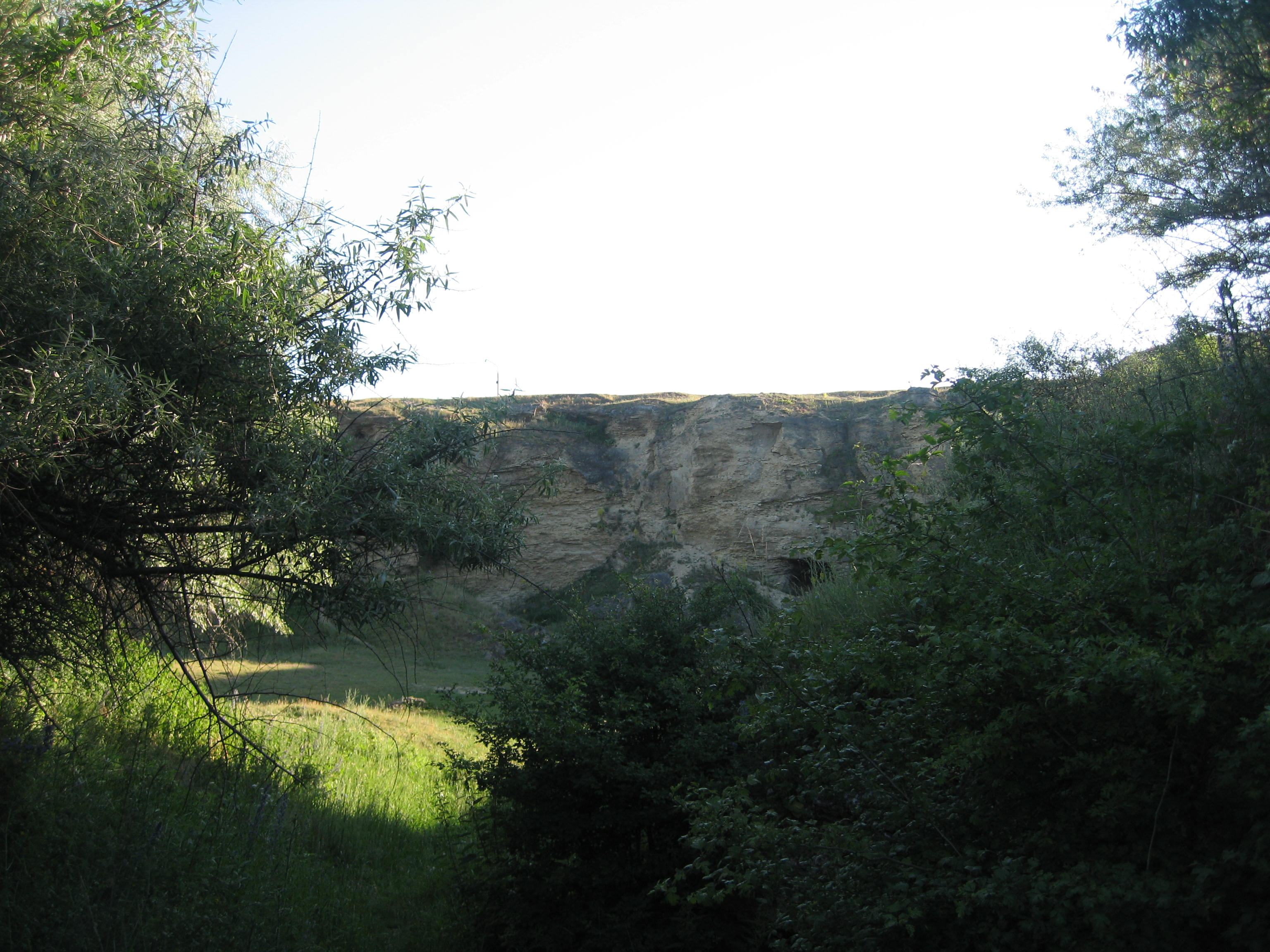
Rezervația Repedea
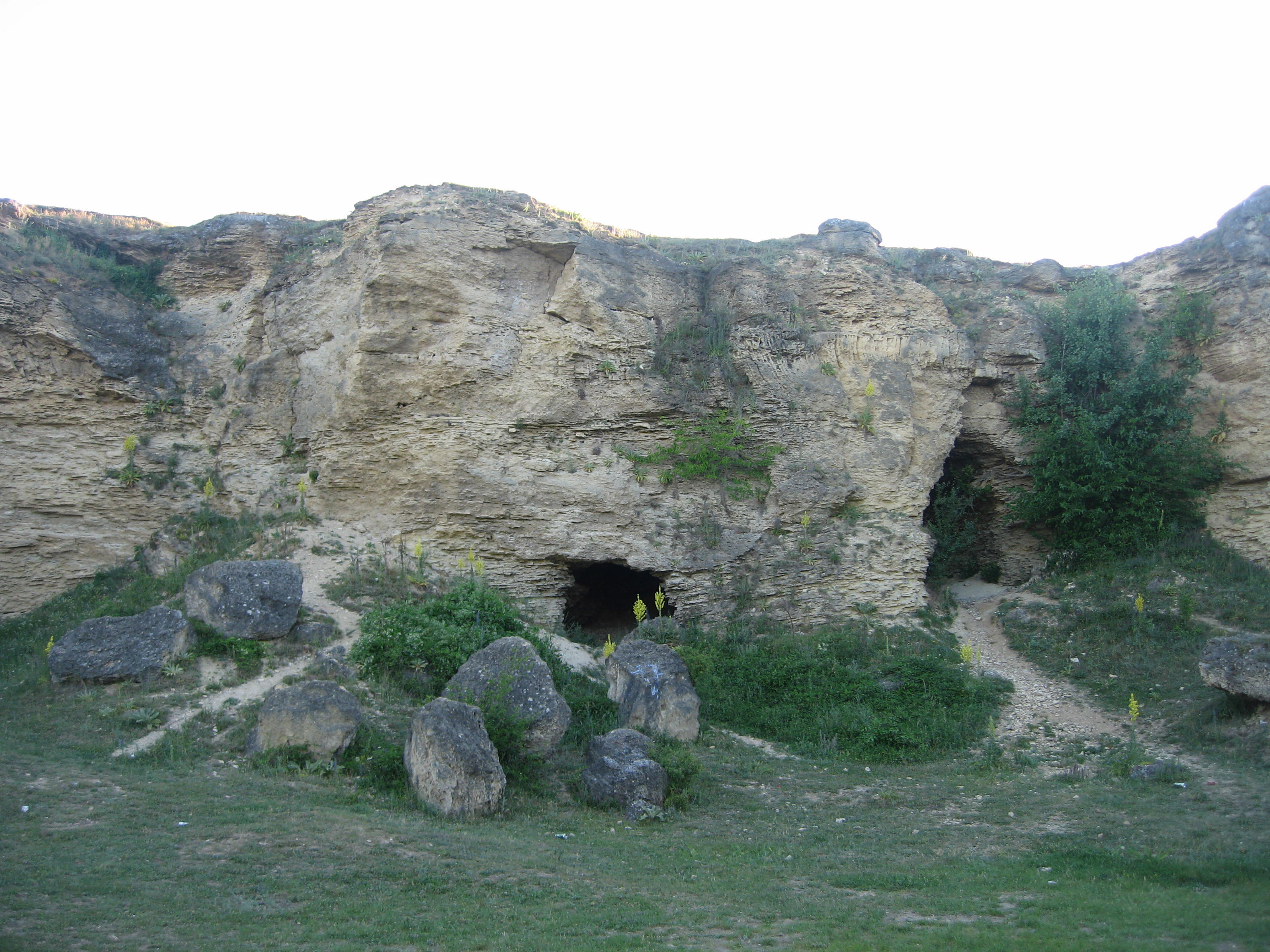
Rezervația Repedea
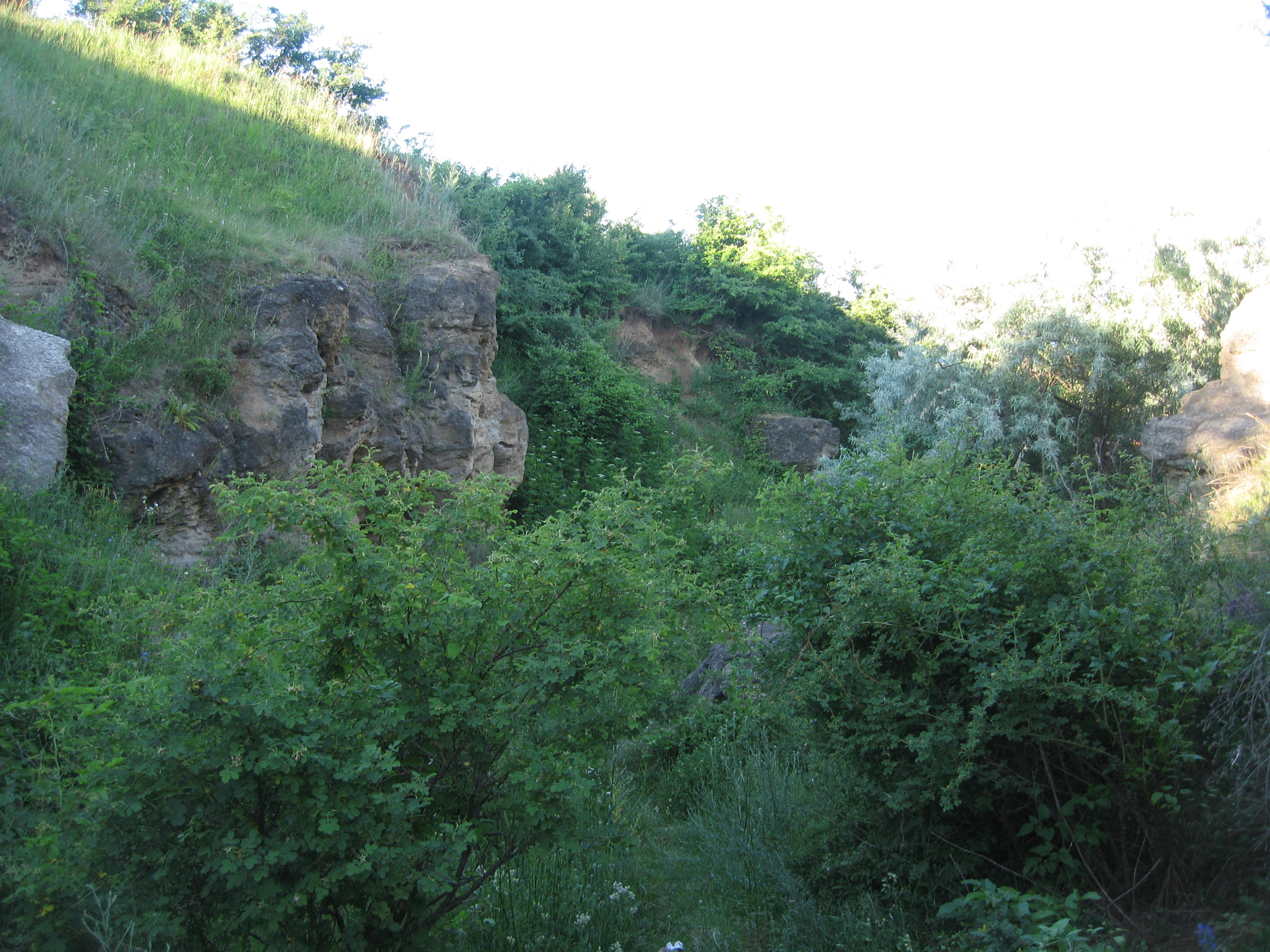
Rezervația Repedea
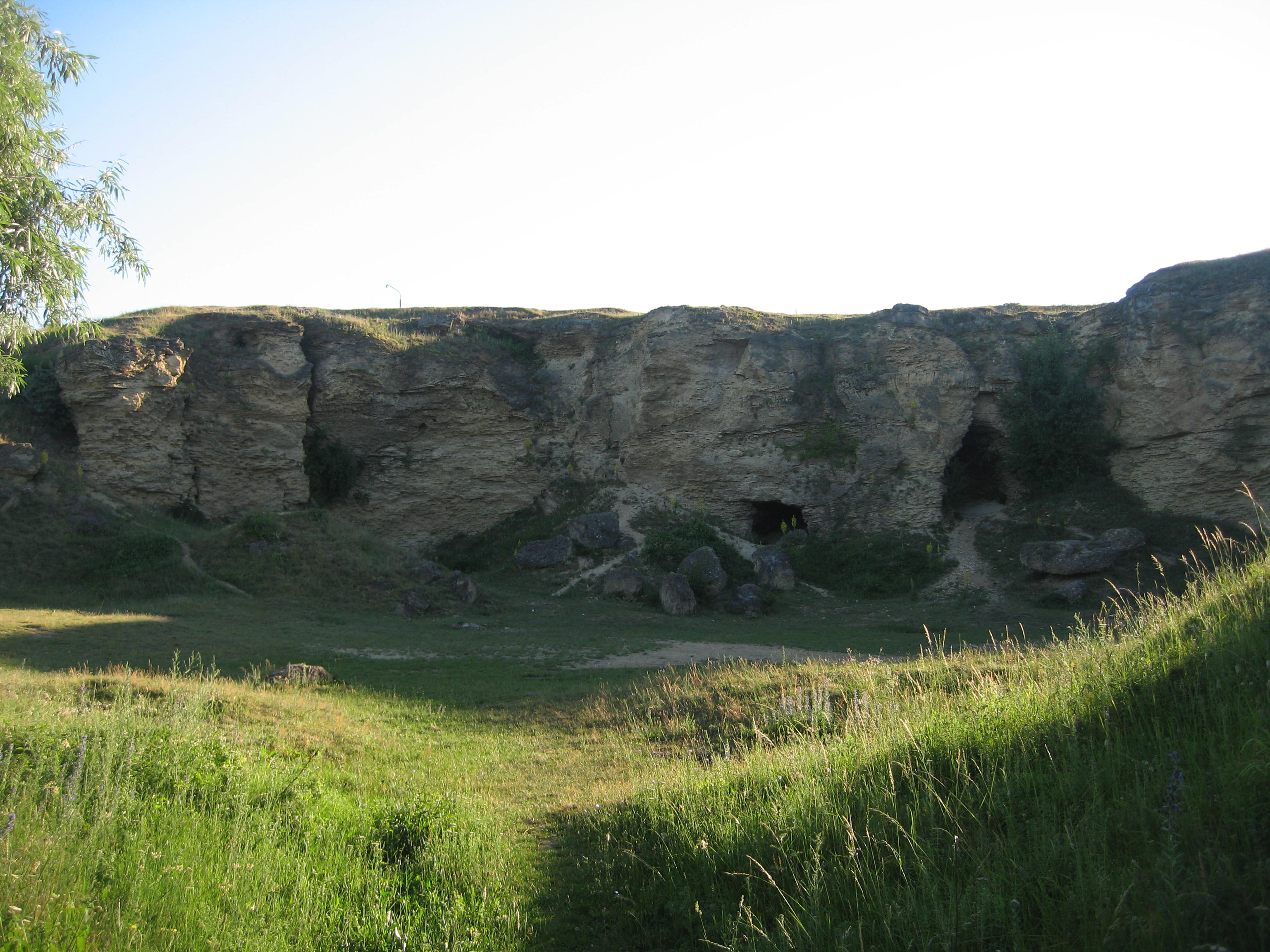
Rezervația Repedea
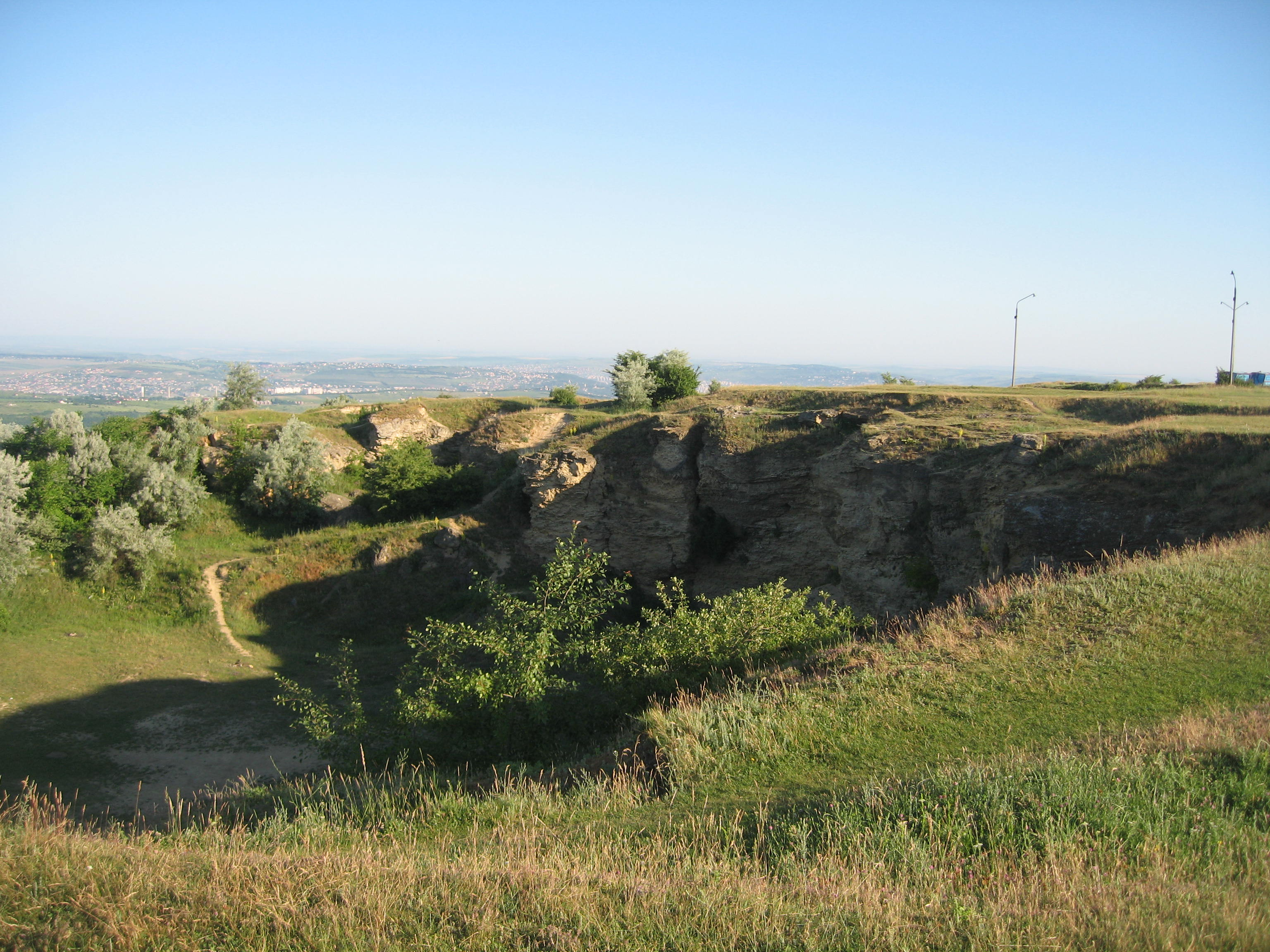
Rezervația Repedea
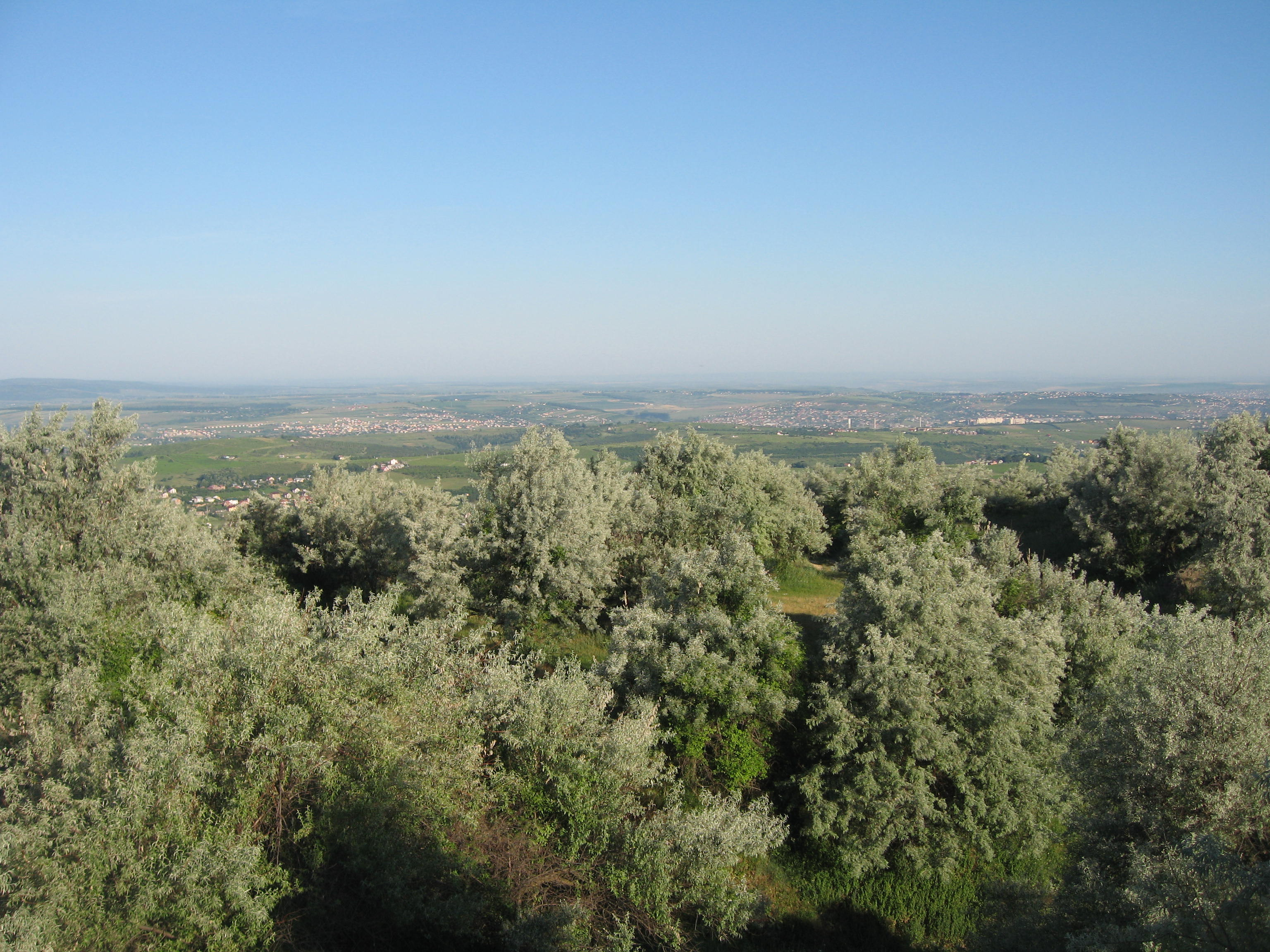
Rezervația Repedea
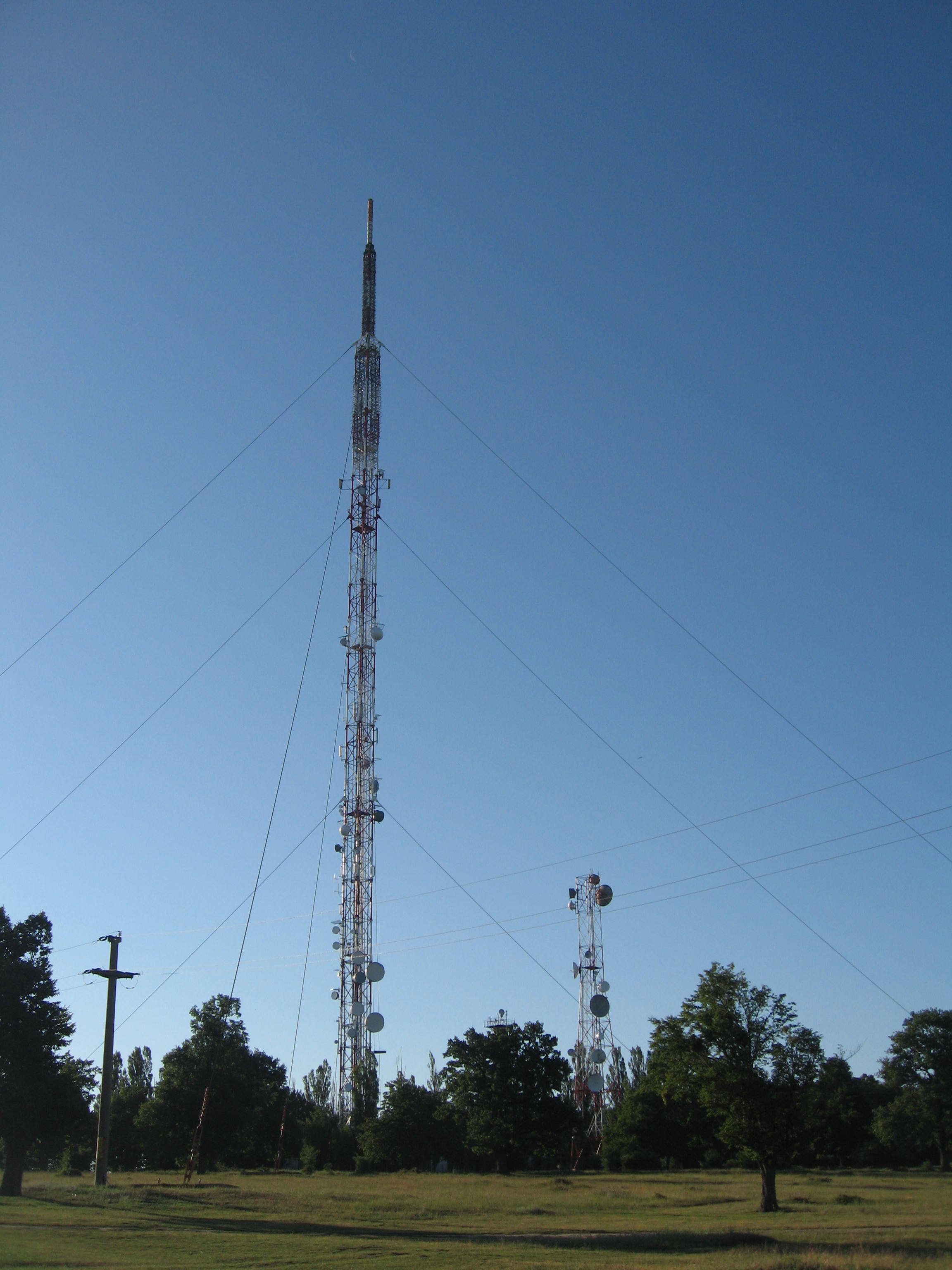
Releul de televiziune de la Repedea